# Steagles

Logo der Pittsburgh Steelers („STE...“)

Das kombinierte Team der Pittsburgh Steelers und Philadelphia Eagles, gemeinhin Steagles genannt (STEelers-EAGLES), war ein American-Football-Team, welches 1943 eine Saison lang in der National Football League spielte.

## Hintergrund
Anfang der 1940er-Jahre kämpften die Vereinigten Staaten im Zweiten Weltkrieg. Weil viele Sportler aus US-Profiligen in die Armee eingezogen wurden, fielen viele Veranstaltungen aus, und um Benzin bzw. Plastik zu sparen, wurden zudem die Indianapolis 500 bzw. der U.S. Open im Golf abgesagt. Durch ein Machtwort des Präsidenten Franklin D. Roosevelt konnte zumindest der Betrieb der Major League Baseball erhalten werden.
Die NFL litt ebenfalls. Vor der Saison 1943 stellten die Cleveland Rams mangels Spielern den Betrieb ein, und die Steelers und die Eagles bestanden nur noch aus sechs bzw. 16 Spielern, so dass nur noch sieben der ursprünglich zehn Klubs spielfähig waren: für einen Ligabetrieb waren aber minimal acht Teams notwendig. Daher wurde mit knapper Mehrheit (5-4 Stimmen) beschlossen, die Steelers und die Eagles für ein Jahr als gemeinsame Mannschaft auflaufen würden. Da Philadelphia die Mehrheit der Spieler stellte, setzten sie durch, dass die Spiele im heimischen Shibe Park stattfanden, und das Grün-Weiß der Eagles anstelle des Schwarz-Golds der Steelers getragen wurde. Der offizielle Name war „Phi-Pit Eagles/Steelers“, was schnell zu „Steagles“ verkürzt wurde.

## Spieler und Trainer

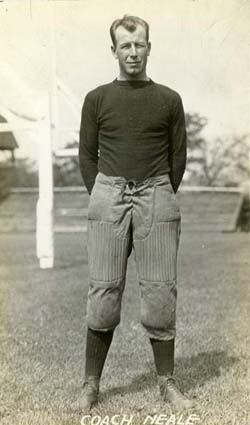
Steagles-Offense-Trainer Greasy Neale

Die NFL-Klubs konnten nur über Männer verfügen, die von der Armee einen niedrigen Tauglichkeitsgrad von „3-A“ bzw. „4-F“ erhalten hatten, d. h. untauglich für den Frontdienst waren, oder trotz Eignung für den Auslandseinsatz in ihren Heimatstädten bleiben durften:
1. „Tauglichkeitsgrad 3-A“: verheiratete Männer mit Kindern, die vor dem 15. September 1942 geboren waren (= neun Monate und eine Woche nach dem Angriff auf Pearl Harbor)
2. „Tauglichkeitsgrad 4-F“: Männer mit schweren körperlichen Gebrechen, d. h. mit Magengeschwüren, geplatzten Trommelfellen, Seh- und Gehörstörungen oder Plattfüßen
3. Männer mit höherer Tauglichkeit, die lokal in der Kriegs- und Waffenindustrie arbeiteten

Die Steagles hatten am Ende 25 Spieler im Kader. Alle Spieler waren verpflichtet, neben der NFL-Tätigkeit in Vollzeit für die Kriegs- und Waffenindustrie zu arbeiten. Tackle Ted Doyle erfuhr später, dass er Teile für die Atombombe herstellte. Der Kader der Steagles enthielt zudem diverse Invaliden: Runningback Jack Hinkle litt an Magengeschwüren, Wide Receiver Tony Bova war fast blind, Center Ray Graves auf einem Ohr taub, und Fullback John Butler hatte malade Knie.
NFL-Spieler kämpften gegen das soziale Stigma, als „Drückeberger“ gebrandmarkt zu werden. Hall of Fame-End Bill Hewitt, der seine Karriere schon beendet hatte, aber aufgrund der Spielerknappheit ein Comeback wagte, hielt den Spott nicht mehr aus, meldete sich bei der Armee und zog in den Krieg. Ein anderes Problem war das Coaching. Eagles-Trainer Greasy Neale und sein Steelers-Pendant Walt Kiesling hatten unterschiedliche taktische Vorstellungen: während Neale die damals neue T-Formation bevorzugte, zog Kiesling die traditionelle single-wing formation (dt.: „Ein-Flügel-Aufstellung“) vor. Nachdem sich Neale und Kiesling zerstritten, einigte man sich, dass Neale den Angriff und Kiesling die Verteidigung der Steagles coachte. Unfreiwillig führten sie damit die heutige moderne Aufteilung in einen Offense- und einen Defense-Coordinator ein.

Die von Neale vorgegebene T-Formation mit zwei Tight Ends (TE) und vier Backs (QB, HB, FB).

## Saison
Die Steagles gewannen fünf der zehn Saisonspiele, verloren vier Matches und spielten einmal Remis. In der East Division belegten sie hinter den Washington Redskins und den New York Giants (beide sechs Siege) Platz 3 und verfehlten damit die Play-offs. Die Steagles erzielten ein leicht negatives Punkteverhältnis von 225 zu 230. Bester Spieler der Steagles war Jack Hinkle, der trotz chronischen Magenproblemen 571 Yards Raumgewinn erlief. Quarterback Roy Zimmermann warf neun Touchdowns. Aus kommerzieller Sicht waren die Steagles ein Erfolg. Obwohl die Steelers-Fans den Shibe Park zuerst mieden, wuchs das Interesse in Pittsburgh, je erfolgreicher das neue Team war. Pro Spiel strömten 24.000 Zuschauer in den Shibe Park, was sowohl für Steelers als auch Eagles einen neuen Zuschauerrekord bedeutete.

## Nachwirkungen

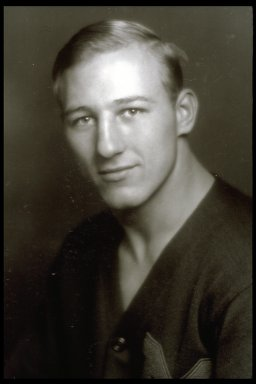
Steagles-Tackle Al Wistert

Gemäß NFL-Beschluss lösten sich die Steagles nach einer Saison auf. 1944 war für den US-Profisport eine Erleichterung, da die Armee verkündete, keine Männer älter als 26 mehr einzuziehen. Während die Eagles 1944 als eigenständiges Team weitermachte, fusionierten die Steelers mit den Chicago Cardinals zu den Chi-Pit Cardinals/Steelers, die aber alle ihre zehn Saisonspiele verloren.
2003 wurden die Steagles zum 60. Jahrestag im Heinz Field der Steelers geehrt. Sechs der neun Überlebenden wohnten der Feier bei: Quarterback Allie Sherman, Cornerback Ernie Steele, Center Ray Graves und Tackles Al Wistert, Vic Sears und Bucko Kilroy. End Tom Miller, Tackle Ted Doyle und Runningback Jack Hinkle konnten nicht teilnehmen.
Der Journalist Matt Algeo stellt in seinem Buch (s. Literatur) die These auf, dass die Steagles die NFL gerettet hätten. Ohne Fusion hätte es wahrscheinlich keine NFL-Saison 1943 gegeben, was unabsehbare Folgen gehabt hätte.